# Martin Metz (Kirchenmusiker)
Martin Metz (* 7. Mai 1933 in Darova, Königreich Rumänien; † 16. November 2003 in Schönaich, Deutschland) war ein rumäniendeutscher Kirchenmusiker und Komponist.

## Leben
Metz erhielt den ersten Musikunterricht beim Pfarrer seiner Heimatgemeinde und komponierte 1945 zwölfjährig unter dem Eindruck der Verschleppung von Rumäniendeutschen in die Sowjetunion die Lieder Aus Elend Not und Leiden und Mutter der Heimatlosen; ersteres war zu der Zeit als Kirchenlied in den banatschwäbischen Gemeinden in Gebrauch. Mehr als dreißig Jahre war Metz Kirchenmusiker an der katholischen Pfarrkirche in Lugoj. Mit seinem Kirchenchor gestaltete er Gottesdienste weit in der Region und begleitete die vom kommunistischen Regime Rumäniens verbotenen Wallfahrten nach Maria Radna. Für seine Verdienste um die Kirchenmusik im Bistum Timișoara verlieh ihm Bischof Martin Roos 2002 die Sankt-Gerhards-Medaille in Gold. 1989 reiste Metz nach Deutschland aus und wirkte bis zu seinem Tod als Kirchenmusiker in Schönaich. Neben Kirchenliedern wie dem Lied zur heiligen Rita (1967) und dem Martinuslied komponierte Metz die Banater Gemeinschaftmesse und eine Kurze deutsche Messe.
Martin Metz ist der Vater des Musikwissenschaftlers Franz Metz.